# Prix Legoux-Longpré
Pour les articles homonymes, voir Legoux et Longpré.
Groupe III
Le Prix Legoux-Longpré est une course hippique de trot monté se déroulant au mois d'août sur l'hippodrome de Vincennes.
C'est une course de Groupe III (Groupe II avant 2019) réservée aux chevaux de 4 et 5 ans, ayant gagné au moins 32 000 € (conditions en 2024).
Elle se court sur la distance de 2 175 mètres (grande piste, 2 850 mètres avant 2022), départ volté. En 2024, l'allocation est de 85 000 €, dont 38 250 € pour le vainqueur.
La course est créée en 1895 et est proposée aux 4 et 5 ans depuis 1933. Elle était auparavant réservée aux seuls 4 ans. Elle honore Henri Legoux-Longpré, né à Caen le 9 août 1850. Il a été secrétaire général de la Société d'encouragement pour l'amélioration du cheval français de demi-sang, créée à Caen le 21 octobre 1864. Élu député de la deuxième circonscription de Caen, le 20 août 1893, il meurt en cours de mandat, le 6 août 1894, à Lion-sur-Mer.

## Palmarès depuis 1972
| Année                     | Vainqueur                | Jockey                   |
| ------------------------- | ------------------------ | ------------------------ |
| 2024                      | Jasper des Charmes       | Alexandre Abrivard       |
| 2023                      | Jazz in Montreux         | Nathalie Henry           |
| 2022                      | Happy and Lucky          | Adrien Lamy              |
| 2021                      | Gabiano                  | Alexandre Abrivard       |
| 2020                      | Gladys des Plaines       | Mathieu Mottier          |
| 2019                      | Étoile de Bruyère        | Adrien Lamy              |
| Millésimes en Groupe II : |                          |                          |
| 2018                      | Étonnant                 | Yoann Lebourgeois        |
| 2017                      | Coramès                  | Mathieu Mottier          |
| 2016                      | Begum Fromentro          | Camille Levesque         |
| 2015                      | Attentionally            | David Thomain            |
| 2014                      | Valdice de Mars          | Yoann Lebourgeois        |
| 2013                      | Ursula Speed             | Antoine Wiels            |
| 2012                      | Taïga du Rib             | Jean-Loïc-Claude Dersoir |
| 2011                      | Samigaz de Forgan        | Fabien Gence             |
| 2010                      | Rombaldi                 | Matthieu Abrivard        |
| 2009                      | Rex Normanus             | Yoann Lebourgeois        |
| 2008                      | Plenty Pocket            | Philippe Masschaele      |
| 2007                      | One du Rib               | Jean-Loïc-Claude Dersoir |
| 2006                      | Nouba Turgot             | Éric Raffin              |
| 2005                      | Miss Castelle            | Philippe Masschaele      |
| 2004                      | Liberty d'Ar             | François Roussel         |
| 2003                      | Kepler                   | Jean-Philippe Mary       |
| 2002                      | Kid Wood                 | Jean-Paul Piton          |
| 2001                      | Instant Gédé             | Jean-Philippe Mary       |
| 2000                      | Hutin Tébé               | Michel Lenoir            |
| 1999                      | Holly du Locton          | Jean-Paul Piton          |
| 1998                      | Fan Quick                | Laurent-Claude Abrivard  |
| 1997                      | Fort Pile                | Jean-Loïc-Claude Dersoir |
| 1996                      | Express Cat              | François Roussel         |
| 1995                      | Creator Boy              | Yves Dreux               |
| 1994                      | Cumina                   | Jean-Michel Bazire       |
| 1993                      | Athos de la Besvre       | Philippe Békaert         |
| 1992                      | Vaflosa Gédé             | Yves Dreux               |
| 1991                      | Ugolina                  | Jean-Claude Hallais      |
| 1990                      | Tahita de Yet            | Yves Dreux               |
| 1989                      | Tomanco                  | Joël Van Eeckhaute       |
| 1988                      | Rikita Fouteau           | Philippe Békaert         |
| 1987                      | Quel Soro                | Alain Sionneau           |
| 1986                      | Pactolos                 | Michel Lenoir            |
| 1985                      | Portolugo                | Jacques-Maurice Riaud    |
| 1984                      | Orégon                   | Michel Lenoir            |
| 1983                      | Montsurvent              | Yves Dreux               |
| 1982                      | Luga                     | Yves Dreux               |
| 1981                      | Loustic de la Tour       | Michel-Marcel Gougeon    |
| 1980                      | Kaiser Trot              | Philippe Békaert         |
| 1979                      | Idrope                   | Jean Mary                |
| 1978                      | Harcouel                 | Jacques-Maurice Riaud    |
| 1977                      | Guéridia                 | Philippe Békaert         |
| 1976                      | Firstly Gontrolette (DH) | Alain Sionneau Jean Mary |
| 1975                      | Fiesta                   | Jacques-Maurice Riaud    |
| 1974                      | Darold II                | Yves Martin              |
| 1973                      | Discret Amour            | René Fabre               |
| 1972                      | Champenoise              | Pierre Giffard           |

## Sources
- Pour les conditions de course et les dernières années du palmarès : site de la SETF
- Pour les courses plus anciennes :
  - archives des quotidiens  (Ouest-France, Sud-Ouest…)